# Margarita Alicia Arellanes Cervantes
Margarita Alicia Arellanes Cervantes (née le 30 septembre 1976 à Monterrey) est une personnalité politique mexicaine, maire de la ville de Monterrey de 2012 à 2014. C'est la première femme à occuper ce poste. Elle est membre du Parti action nationale. 